# Miss Universe Slovenije 2016
Miss Universe Slovenije 2016 je bilo lepotno tekmovanje, ki je potekalo 24. junija 2016 je v hotelu Habakuk v Mariboru.
Tekmovalke so se predstavile v kopalkah in večernih oblekah. Miss fotogeničnosti so izbrali uporabniki Facebooka, miss simpatičnosti pa tekmovalke.
Prireditev je vodila Kaly Kolonić, soorganizatorka ter lastnica Agencije Ekskluzivno, PR agencije izbora Miss Universe Slovenije.

### Uvrstitve in nagrade
- zmagovalka Lucija Potočnik, 20.000 evrov za študij na Zagrebški šoli ekonomije in managementa.
- 1. spremljevalka Tanja Božič
- 2. spremljevalka Kaja Jokić
- miss fotogeničnosti Sabina Mars
- miss simpatičnosti Lola Jevtić

### Žirija
Sestavljali so jo Vladimir in Marija Kraljević (lastnika licence Miss Universe Hrvaške in Slovenije), Kaly Kolonić, Ana Haložan (odhajajoča miss Universe Slovenije) in Samo Mervar (fotograf).

### Glasbeni gostje
Nastopili so Jacques Houdek, Klemen Bunderla, Alex Volasko in Rebeka Dremelj.

## Miss Universe
Potočnikova je s sabo imela obleko Stanke Blatnik iz svile in idrijske čipke. Na humanitarno dražbo je odnesla vrč in kozarec za vodo Steklarne Rogaška.